# Taï-do
Ne doit pas être confondu avec Taido (Seiken Shukumine) ou Taido (Nakai).
Le Taï-Do est l'art du déplacement, de la mobilité. Il repose sur 2 principes fondamentaux que sont les zones rouges et vertes. Elles symbolisent des notions de distance physique, morale, de bipolarité (Yin/Yang). Forgé à partir du japonais Taï, le corps, et do, la voie, taï-do signifie donc la voie du corps. Cet art martial fut créé en 1976 par le Saint-Quentinois Robert Cassol, diplômé d'État en Judo, Jiujitsu, Karaté et Aïkido.
Le Taï-Do ne consiste pas en une simple synthèse de techniques issues de ces différentes disciplines ; son originalité se trouve en fait dans les bases et les applications de certaines de ces techniques. Ainsi, le taï-Do n'enferme pas ses pratiquants dans des gestes très difficiles à réaliser ; l'accent est surtout mis sur l'esquive et le déplacement, qui sont des éléments essentiels pour pouvoir faire face efficacement à plusieurs agresseurs, éventuellement armés (matraque, bâton, arme blanche, chaise...). Nul n'est besoin pour réussir de se transformer en athlète impressionnant; il est important que chacun trouve les moyens d'exploiter au mieux ses propres capacités.
En outre, la pratique du taï-Do s'avère particulièrement bénéfique à l'épanouissement des enfants, tant sur le plan psychomoteur que moral, par le biais notamment des exercices pré-arrangés (kata) et l'apprentissage du respect des partenaires.

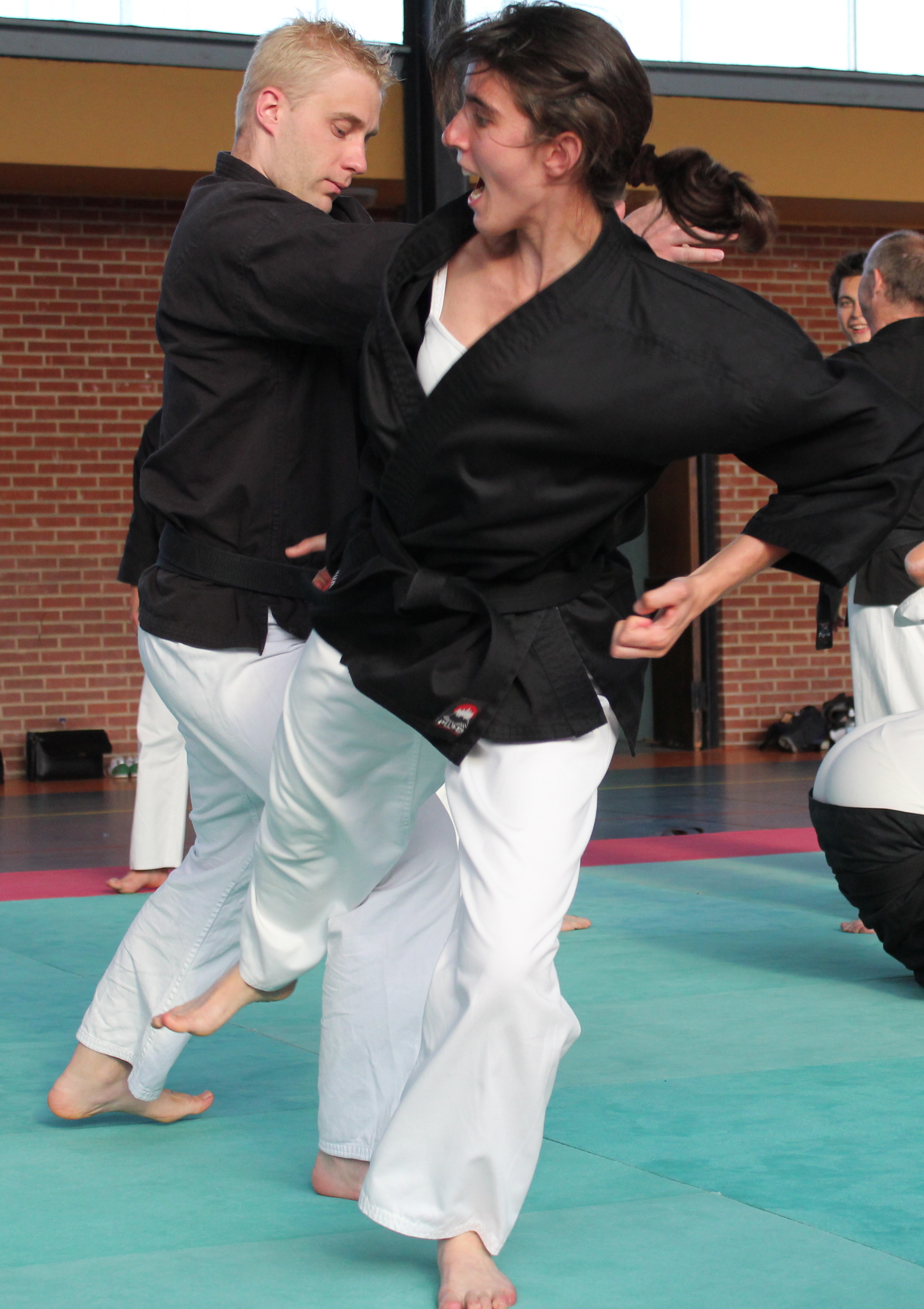
Coup de pied au genou
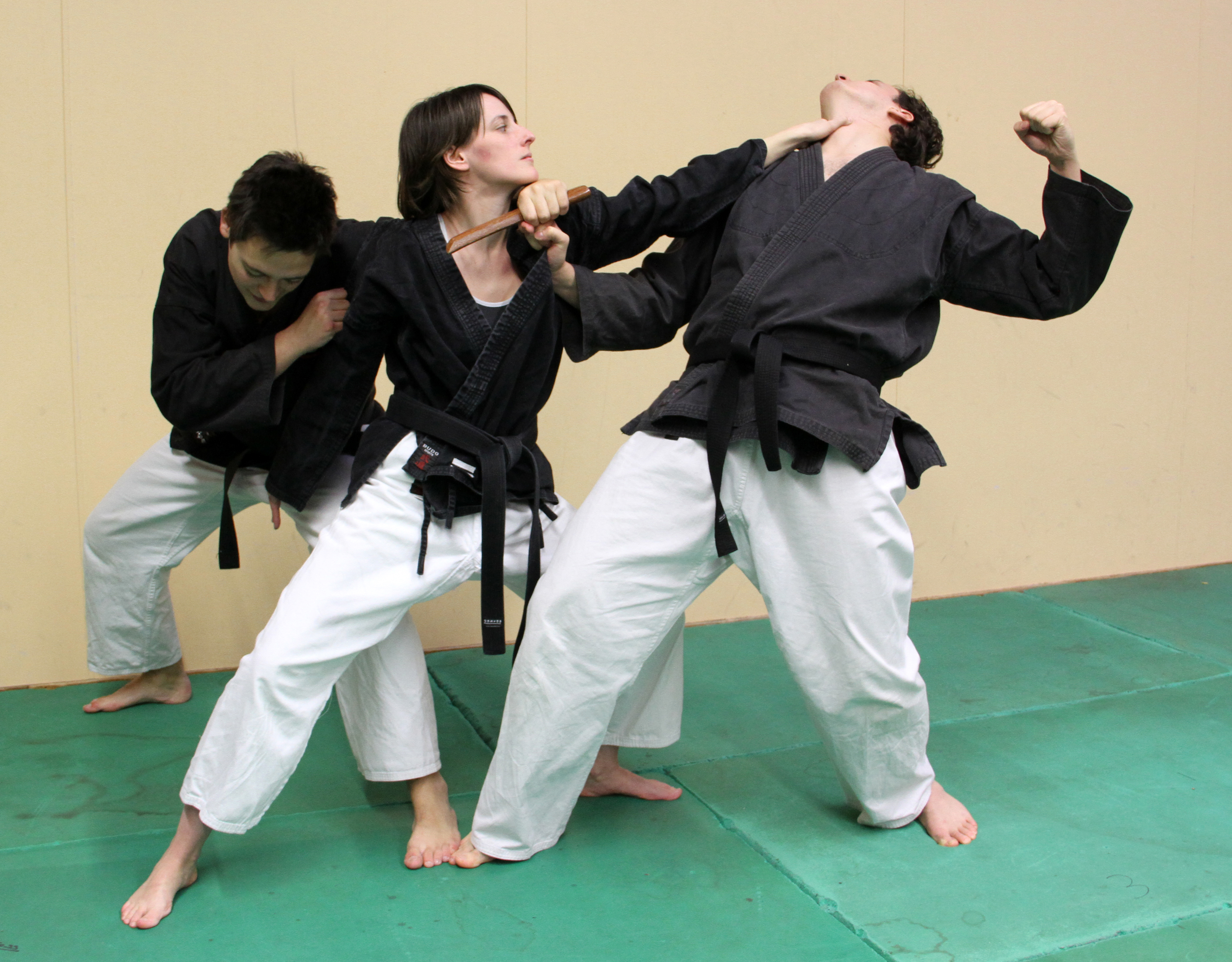
Saisie
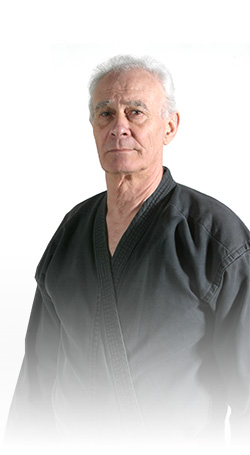
Robert Cassol, fondateur du Taï-do
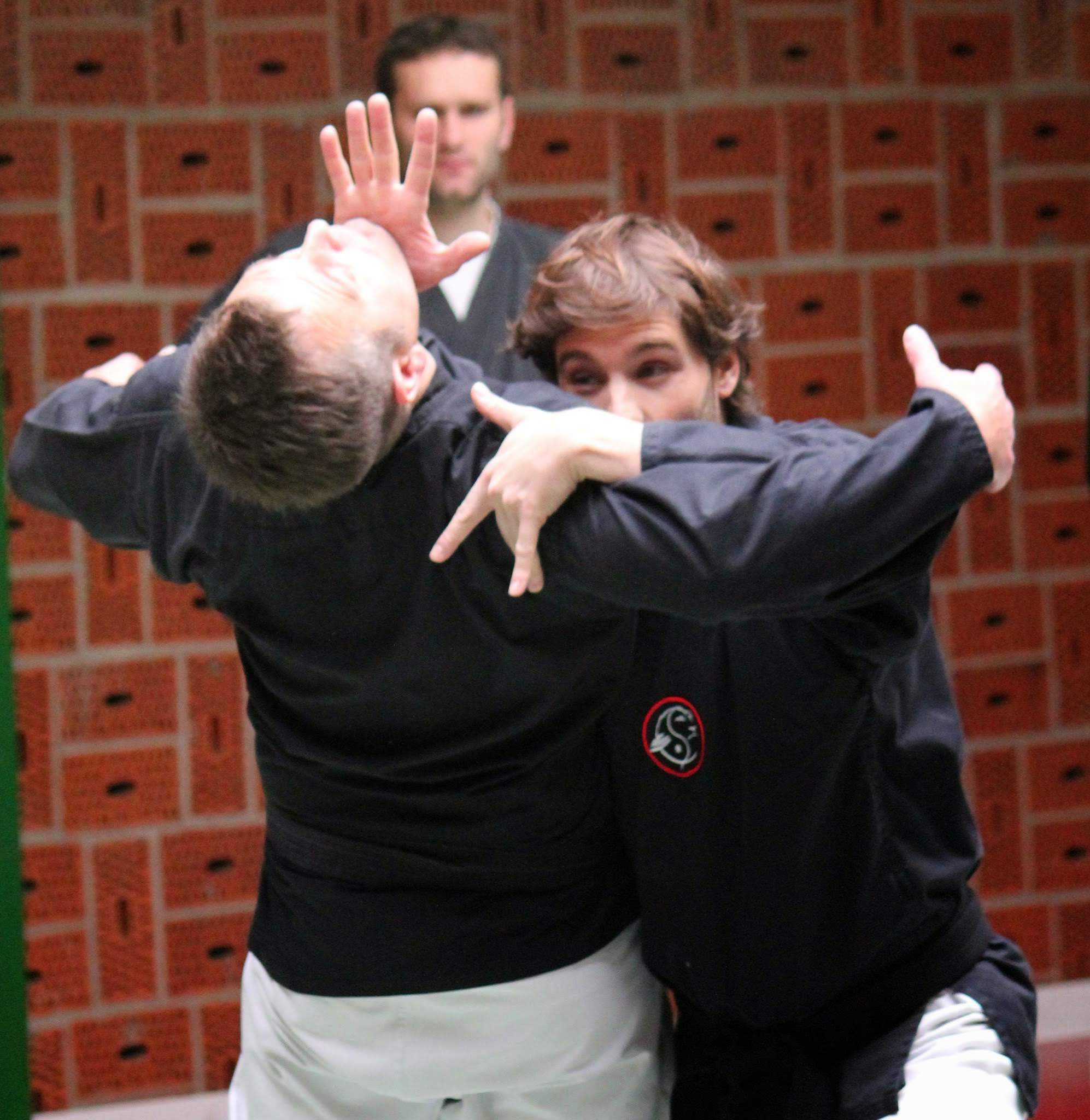
Patte du lion